# Anti-Hero
«Anti-Hero» (Español: El Antihéroe) es una canción de la cantante estadounidense Taylor Swift. sirve como la tercera pista y el primer sencillo del décimo álbum de estudio de Swift, Midnights (2022), que se lanzó el 21 de octubre de 2022 a través de Republic Records.
«Anti-Hero» se inspiró en las pesadillas de Swift y los problemas de despersonalización y autodesprecio. Cuenta con letras que critican las deficiencias de Swift. Los críticos musicales revisaron la canción positivamente por su lirismo e instrumentación, y Billboard la clasificó como la mejor canción del álbum. Un video musical que acompaña a la canción también se estrenó el 21 de octubre de 2022 a través de la cuenta de Vevo de Swift. Representa los miedos, las inseguridades y la dismorfia corporal de Swift , utilizando tres encarnaciones diferentes de ella. El video también recrea una de sus pesadillas con respecto a su legado y última voluntad, eligiendo a Mike Birbiglia, John Early y Mary Elizabeth Ellis como los "futuros miembros" de la familia de Swift.
«Anti-Hero» debutó en el número 1 del Billboard Hot 100 y se mantuvo en la cima durante 8 semanas no consecutivas convirtiéndose en el noveno número uno de Swift en el listado.

## Antecedentes y lanzamiento
El 28 de agosto de 2022, Swift anunció su décimo álbum de estudio, Midnights, cuyo lanzamiento está previsto para el 21 de octubre de 2022. La lista de canciones no fue revelada de inmediato. Jack Antonoff, antiguo colaborador de Swift que había trabajado con ella desde su quinto álbum de estudio 1989 (2014), fue confirmado como productor del álbum mediante un video publicado en la cuenta de Instagram de la cantante el 16 de septiembre de 2022, titulado «The making of Midnights». A partir del 21 de septiembre de 2022, Swift comenzó a revelar la lista de canciones en un orden aleatorio a través de su serie de videos cortos en TikTok, llamada Midnights Mayhem with Me. Este constaba de 13 episodios, con una canción revelada en cada episodio. Swift hacía rodar una esfera de lotería que con 13 pelotas de ping pong numeradas del uno al trece, cada una de las cuales representa una pista de Midnights, y cuando caía una bola, revelaba el título de la pista correspondiente en el álbum, a través de un teléfono. En el sexto episodio del 3 de octubre de 2022, se anunció el título de la tercera pista como «Anti-Hero». El 16 de octubre, se publicó un breve video en redes sociales presentando un cronograma de los días previos al lanzamiento del álbum, titulado «Midnight Manifest». La hoja específica que se lanzará un video musical de la canción el mismo día que el álbum. En el programa también se mencionó una serie de cortos «#TSAntiHeroChallenge» en YouTube Shorts.

## Controversia
Después del lanzamiento del vídeo musical, usuarios de Twitter e Instagram comenzaron a llamar a Swift gordofóbica, debido a que en una escena del vídeo se representa el TCA y la dismorfia corporal de la cantante, cuando ella se sube a una báscula y en el pesaje pone la palabra "FAT" y la "Taylor alterna" le hace ver a Swift que eso está mal. Gracias a la insistencia, el equipo de Swift decidió remover la escena y no mostrar la palabra "gorda".

## Estructura

### Contenido lírico
«No creo que haya profundizado tanto en mis inseguridades en este detalle antes. Lucho mucho con la idea de que mi vida ha adquirido un tamaño inmanejable y, para no sonar demasiado oscuro, lucho con la idea de no sentirme como una persona. [...] Esta canción realmente es una verdadera visita guiada a través de todas las cosas que tiendo a odiar de mí mismo. Todos odiamos cosas sobre nosotros mismos. Son todos esos aspectos de las cosas que no nos gustan y que nos gustan de nosotros mismos los que tenemos que aceptar si vamos a ser esta persona. Entonces, sí, me gusta mucho "Anti-Hero" porque creo que es muy honesto».
Swift acerca del tema musical.

La cantante publicó un video en Instagram, diciendo que es una de las canciones favoritas que ha escrito. La canción examina sus inseguridades mentales en profundidad, detallando las cosas que odia de sí misma y su lucha por «no sentirse como una persona».